# Daniel Wu

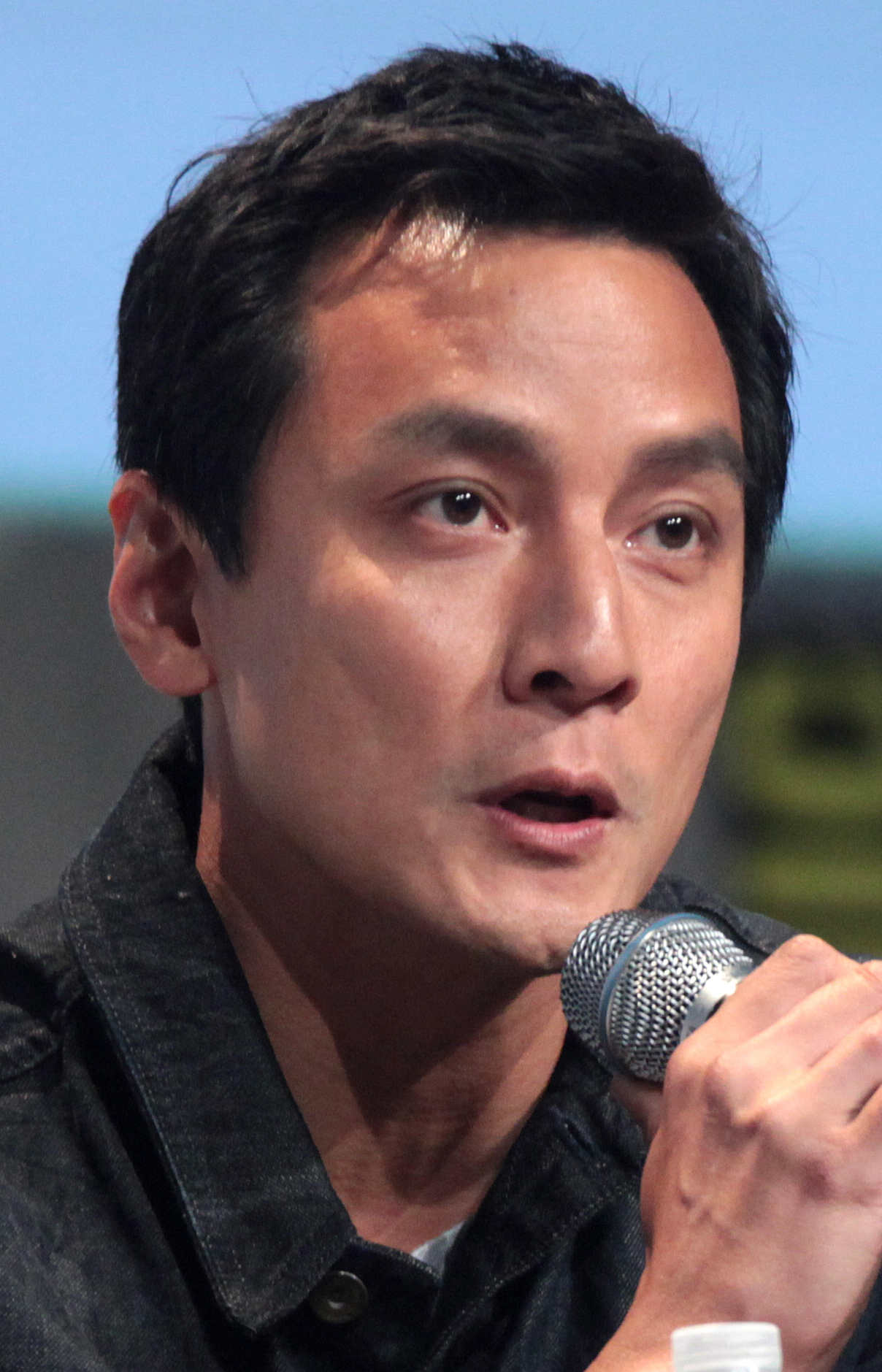
Daniel Wu (2015)

Daniel Wu (chinesisch 吳彥祖 / 吴彦祖, Pinyin Wú Yànzǔ, Jyutping Ng4 Jin6zuo2, kantonesisch Ng Yin-Cho; * 30. September 1974 in San Francisco, USA) ist ein sino-amerikanischer Schauspieler, der vor allem durch seine Filme aus Hongkong bekannt wurde. Von 2015 bis 2019 spielte er die Hauptrolle in der US-amerikanischen Martial-Arts-Serie Into the Badlands.

## Leben
Aufgewachsen ist Wu in Orinda, Kalifornien. Er besuchte die Head-Royce School in Oakland. Seit er jung war, interessierte er sich für Martial Arts, besonders für Wushu. 1997 ging er nach Hongkong und begann mit seiner Model- und Schauspieler-Karriere. 2005 gründete Wu seine erste Band Alive, die auch in einem seiner Filme zu sehen war. Im selben Jahr gewann er den Golden Horse Award für die Rolle in New Police Story und 2007 wurde er als New Best Director für The Heavenly Kings ausgezeichnet. Am 6. April 2010 heiratete er Lisa S. (eigentlich: Lisa Selesner), ein bekanntes amerikanisches Model mit französisch-chinesischen Wurzeln, in Südafrika. Seit 2013 haben beide eine gemeinsame Tochter.

## Filmografie (Auswahl)
- 1998: Young and Dangerous: The Prequel
- 1998: Bishonen... Beauty
- 1998: City of Glass
- 1999: Under Control
- 1999: Gen-X Cops
- 1999: Purple Storm – Ein tödlicher Auftrag (Chi yue fung bou, 紫雨風暴)
- 2000: 2000 AD
- 2000: Undercover Blues
- 2001: Headlines
- 2001: Hit Team
- 2001: Cop on a Mission
- 2001: Born Wild
- 2001: Beijing Rocks
- 2001: Peony Pavilion
- 2002: Beauty and the Breast
- 2002: Love Undercover
- 2002: Princess D
- 2002: Devil Face Angel Heart
- 2002: The Peeping
- 2002: Naked Weapon
- 2003: Corridor (auch als Produzent)
- 2003: Love Undercover 2: Love Mission
- 2003: Hidden Track
- 2003: Miss Du Shi Niang
- 2004: Blade of the Rose
- 2004: Magic Kitchen
- 2004: Enter the Phoenix
- 2004: One Nite In Mongkok
- 2004: In 80 Tagen um die Welt (Around the World in 80 Days)
- 2004: New Police Story
- 2004: The Twins Effect II
- 2004: Beyond Our Ken
- 2005: Dragonblade (nur Stimme)
- 2005: House of Fury
- 2005: Hongkong Crime Scene
- 2005: Drink Drank Drunk
- 2005: Everlasting Regret
- 2006: Night Corridor (auch als Produzent)
- 2006: The Heavenly Kings (auch als Regisseur)
- 2006: Der Ruf des Kaisers (Yèyàn)
- 2006: Ming Ming
- 2006: Rob-B-Hood
- 2007: Protégé
- 2007: Blood Brothers
- 2009: Stadt der Gewalt (Xin Su Shi Jian)
- 2009: Overheard
- 2009: Like a Dream
- 2009: Jump
- 2010: Hot Summer Days
- 2010: Triple Tap
- 2011: Don’t Go Breaking My Heart
- 2011: Unzertrennlich
- 2011: The Founding of a Party
- 2011: Overheard 2
- 2012: The Man with the Iron Fists
- 2012: CZ12
- 2013: Europa Report
- 2015–2019: Into the Badlands (Fernsehserie, 31 Episoden)
- 2016: Warcraft: The Beginning (Warcraft)
- 2017: Geostorm
- 2018: Tomb Raider
- 2021: Reminiscence – Die Erinnerung stirbt nie (Reminiscence)
- 2022: Westworld (Fernsehserie, 4 Episoden)
- 2023: American Born Chinese (Fernsehserie, 6 Episoden)
- 2025: Love Hurts – Liebe tut weh (Love Hurts)